# Aquafaba

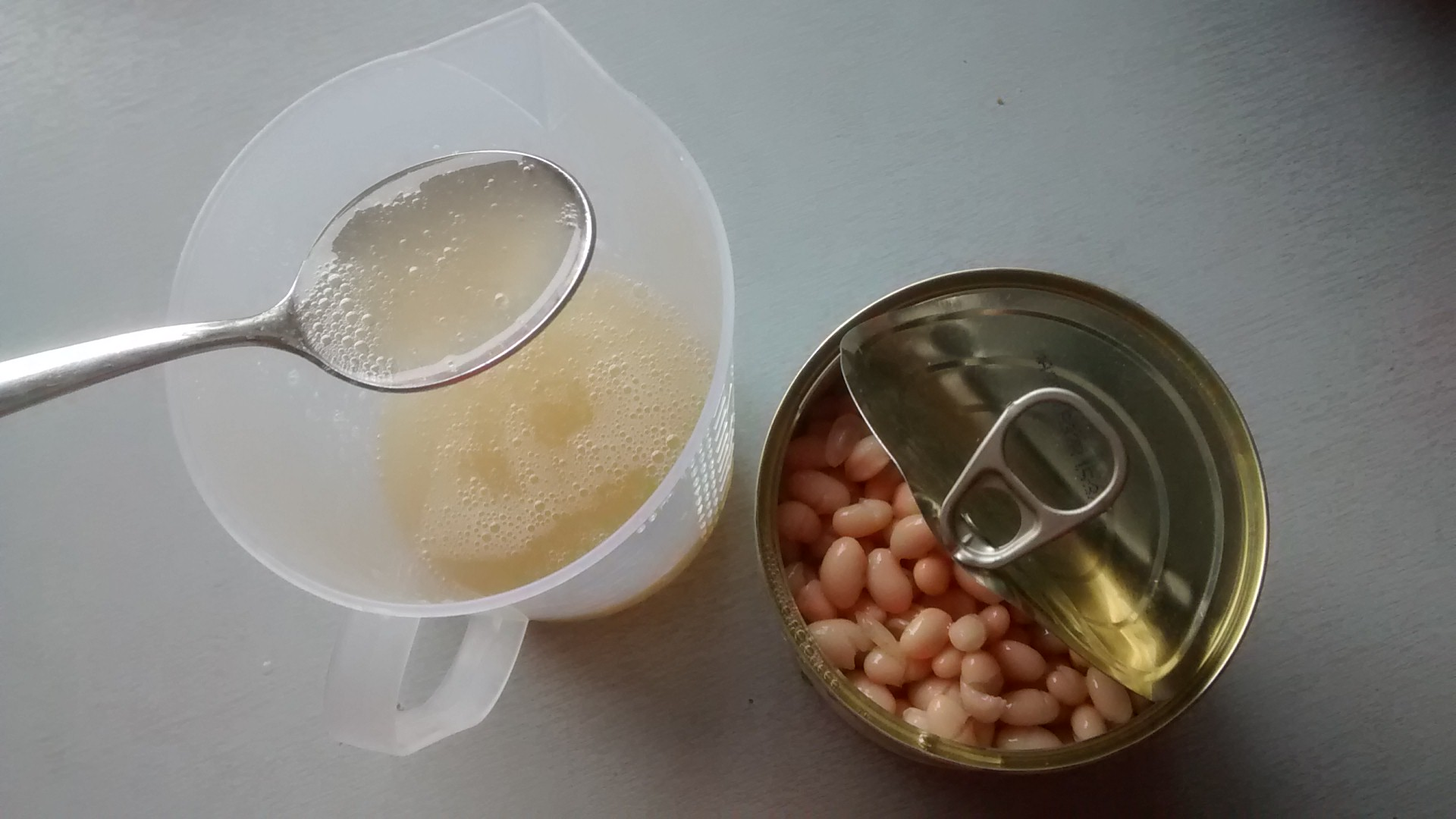
Aquafaba de una lata de frijoles blancos.

Se llama aquafaba o acuafaba al agua viscosa en el que las semillas de leguminosas, tales como garbanzos, han sido cocinadas. Su uso en cocina se debe al descubrimiento del francés Joël Roessel.
Debido a su capacidad para imitar las propiedades funcionales de las claras de huevo en la cocción, la aquafaba se puede usar como un reemplazo directo de ellas en algunos casos, incluidos los merengues y los malvaviscos. Es especialmente adecuada para su uso por personas que evitan los huevos, como los veganos.

## Usos
Aquafaba se usa como reemplazo de los huevos y la clara de huevo. Su composición de carbohidratos, proteínas y otros sólidos vegetales solubles que han migrado de las semillas al agua durante la cocción le confieren un amplio espectro de propiedades emulsionantes, espumantes, aglutinantes, gelatinizantes y espesantes. 
En general, una clara de huevo mediana se puede reemplazar con 30 mililitros (2 cucharadas) de aquafaba, o un huevo entero mediano con 45 ml (3 cucharada).
La forma más sencilla de obtener aquafaba es decantar el líquido de las legumbres en conserva o en caja, como el líquido que encontramos en los frijoles blancos o los garbanzos. Se puede preparar hirviendo, al vapor, cocinando a presión o calentando legumbres en el microondas en agua. 

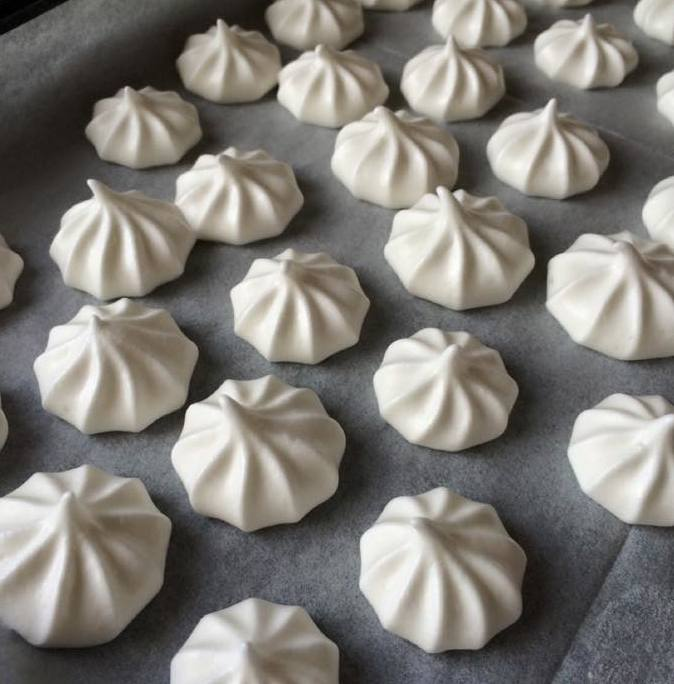
Merengues elaborados con aquafaba.

Las aplicaciones dulces incluyen merengues, macarons, turrones, glaseados, helados, fudge y malvaviscos.
Las aplicaciones saladas incluyen productos horneados, sustitutos lácteos, mayonesa, sustitutos del queso, rebozados, cócteles y sustitutos de la carne.
Aquafaba contiene aproximadamente una décima parte de la proteína de las claras de huevo en peso. La diferencia en el contenido de proteínas puede permitir que aquellas personas que no pueden metabolizar adecuadamente las proteínas (como la fenilcetonuria) puedan consumir alimentos que normalmente se basan en huevos. El menor contenido de proteína lo hace inadecuado para aplicaciones que dependen de la proteína del huevo para la estructura, como el pastel de ángel.
La mejor aquafaba parece provenir de garbanzos y frijoles blancos como el frijol azul marino. Se pueden usar otras legumbres como guisantes, lentejas, soja, frijoles rojos y frijoles negros, pero sus composiciones ligeramente diferentes pueden requerir más ajustes en la concentración para que funcionen bien.

## Orígenes
En diciembre de 2014, el músico vegano francés Joël Roessel descubrió que el agua de los frijoles enlatados puede formar espumas de manera muy similar a como lo hacen los aislados de proteínas y el mucílago de lino. Roessel compartió sus experimentos en un blog y publicó recetas para postres como isla flotante de Chaville, mousse de chocolate y merengues elaborados con líquido de garbanzos para demostrar sus capacidades de formación de espuma.
Casi al mismo tiempo, el entusiasta de la comida vegana Goose Wohlt descubrió que el líquido de cocción puede reemplazar la clara de huevo sin necesidad de estabilizadores. En marzo de 2015 publicó una receta de merengues sin huevo utilizando únicamente el líquido de garbanzos y azúcar.
Unos días después, se creó un grupo de Facebook para fomentar el desarrollo y popularizar este sustituto del huevo.

## Composición
Las semillas de leguminosas, o legumbres, se componen principalmente de carbohidratos (almidón, azúcares y fibra), proteínas (albúminas y globulinas) y agua. Los carbohidratos se encuentran en mayores cantidades que las proteínas, mientras que los almidones consisten principalmente en amilosa y amilopectina. Una composición nutricional típica de los garbanzos se enumera como 19% de proteína, 61% de carbohidratos, 6% de lípidos y 14% de agua. Sin embargo, estas cantidades son aproximadas y pueden variar según la variedad.  Durante el proceso de cocción de semillas de leguminosas, los almidones de la semilla se gelatinizan, lo que permite que las partes solubles de la semilla se filtren al agua de cocción. Se puede extraer más material de las semillas, si se aumentan tanto la temperatura de cocción como la presión, así como si se extiende el período de cocción.

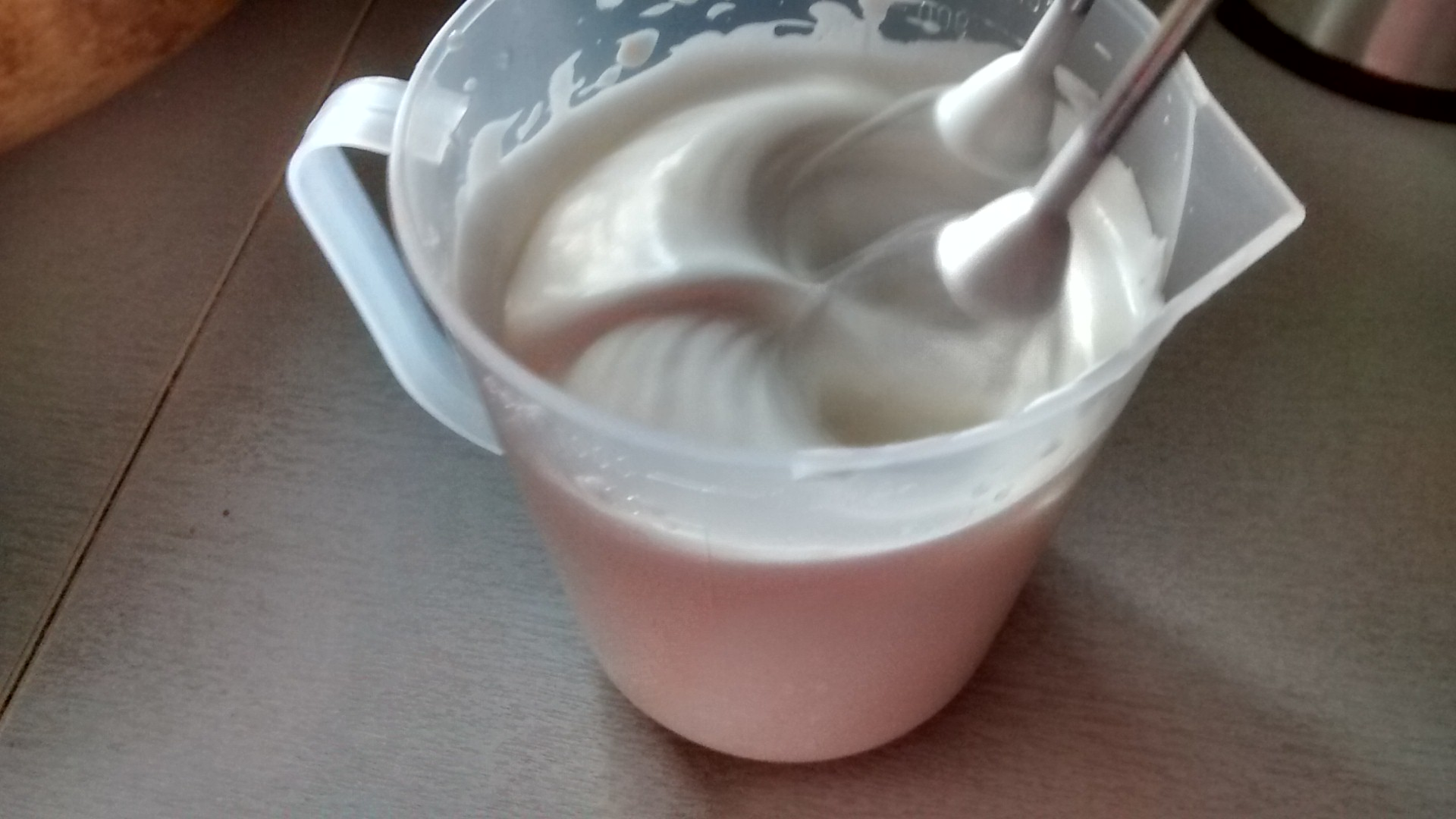
Aquafaba batida.

Una vez que las legumbres están cocidas y filtradas, la parte soluble en agua que queda es aquafaba. La comparación de la composición final de una semilla cocida con una semilla cruda muestra que, en condiciones normales de cocción, aproximadamente el 5% del peso seco inicial se ha transferido al agua de cocción. La materia seca estaba compuesta principalmente por carbohidratos (azúcares, fibra soluble e insoluble) y proteína. Esa proporción de material soluble es aproximadamente la misma proporción que se encuentra en la semilla cruda. Sin embargo, no se detectaron grasa ni almidón. Una concentración del 5% en peso seco en agua es típica para aquafaba, pero la solución también se puede reducir para aumentar la concentración al 10% o más, dependiendo de la aplicación. Esto puede ser especialmente útil para aplicaciones donde la emulsificación y la viscosidad son más importantes que las capacidades de formación de espuma. La concentración también se puede adaptar para producir una espuma más estable utilizando menos aquafaba filtrando cuidadosamente el material no soluble de la solución y ajustando la concentración a la aplicación. 
La primera publicación revisada por pares que utiliza el término "aquafaba" fue publicada por el grupo de Martin Reaney de la Universidad de Saskatchewan (Canadá). En esta investigación, han encontrado que la aquafaba de garbanzo de diferentes fuentes comerciales produce espumas que varían tanto en propiedades (volumen y estabilidad de la espuma) como en composición química. Se utilizó 1H-NMR para analizar la composición de aquafaba. El análisis de RMN reveló que la espuma contenía principalmente polisacáridos, sacarosa y proteínas. Se utilizaron separaciones de proteínas por filtración de membrana seguida de SDS-PAGE y huellas dactilares de masa de péptidos para identificar proteínas de aquafaba que contribuyen a las propiedades de formación de espuma. La investigación del grupo de Reaney mostró que la mayoría de las proteínas aquafaba pertenecían a proteínas solubles en calor conocidas, como las proteínas abundantes en embriogénesis tardía y las deshidrinas. Las proteínas identificadas también incluían proteína de choque térmico, defensina, histona, proteína de transferencia de lípidos inespecífica y superóxido dismutasa. También estuvieron presentes las principales proteínas de almacenamiento, provicilina y leguminina. En 2015, se teorizó que el agente más probable que provocó la formación de espuma en el líquido eran las saponinas. Sin embargo, la investigación del grupo ha demostrado que la propiedad de formación de espuma del aquafaba es el resultado de la presencia de saponinas, carbohidratos y fracciones de proteínas.  
En general, la composición de aquafaba depende de:  
1. Métodos de procesamiento (remojo, cocción y deshidratación industrial)
2. Condiciones (pH, temperatura, presión y duración del tratamiento)
3. Genotipo (garbanzos Kabuli o Desi)
4. Aditivos.
5. Concentración de proteínas.
6. Tipo y concentración de carbohidratos.[28]

## Etimología
La palabra aquafaba proviene del latín aqua (agua) y faba (frijol).

## Galería

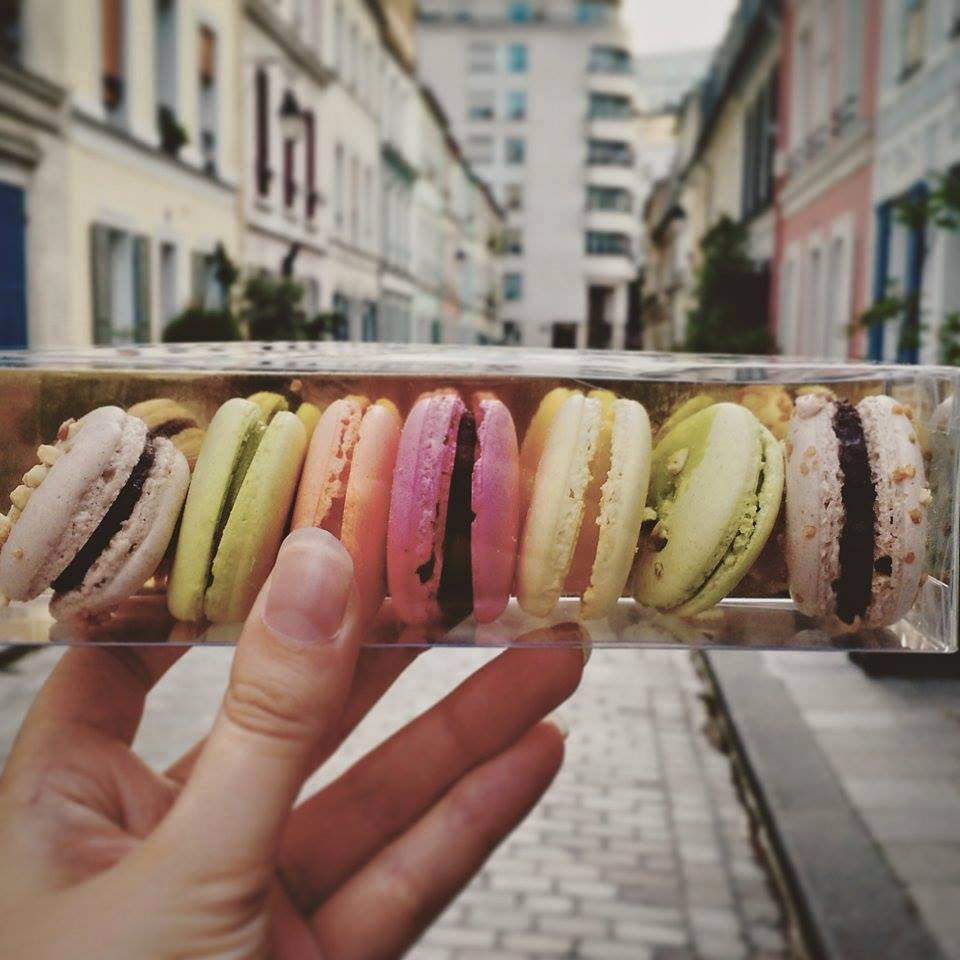
Macarons de aquafaba.
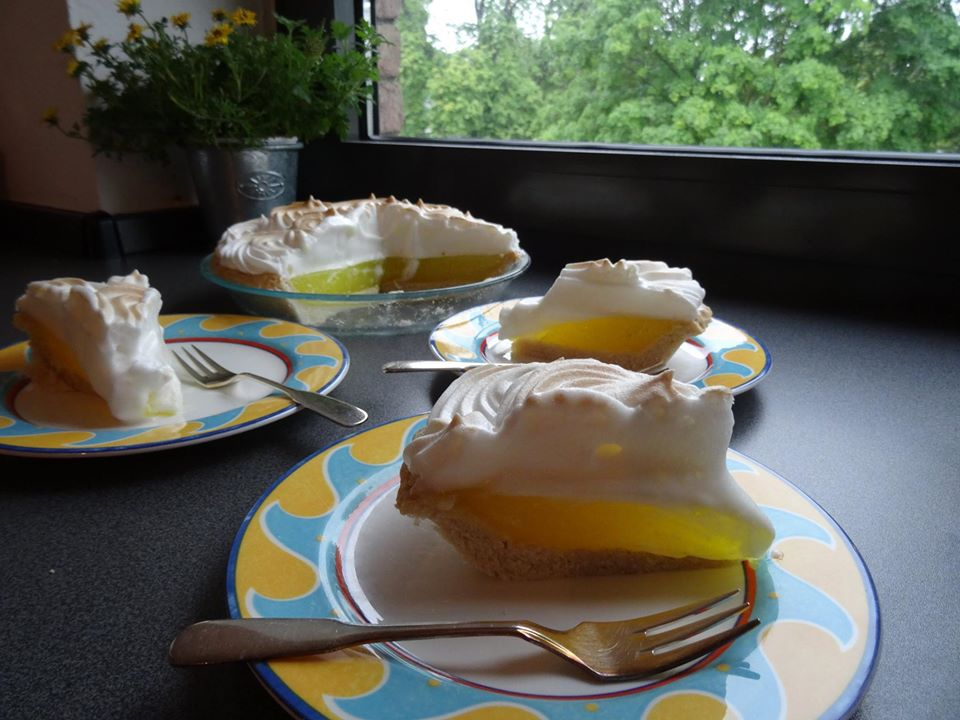
Tarta de merengue de limón aquafaba.